# علاء الدين (مسلسل كويتي)
علاء الدين، مسلسل كويتي عرض عام 1980.

## قصة المسلسل
تبدأ القصة مع السلطان الذي يبحث عن زوج لابنته بدر البدور، فيخطر في بال الوزير فكرة، فيفكر أن تتزوج بدر البدور من ابن الوزير. وفي مكان آخر اقشر واقيشر الذين يبحثون عن المصباح العجيب، ولكن يجب على شاب تنطبق عليه المواصفات أن يأخذه. وفي مكان آخر، قرر علاء الدين أن يخرج في سفر للتجارة، فباع دكان أبوه، وحاولت أمه أن تمنعه، ولكن التجار الذي اتفق معهم سرقوه وضاع في الغابة. وفي نفس الوقت هربت بدر البدور من القصر خوفا من مراسم الزواج من ابن الوزير. فيلتقي علاء الدين ببدر البدور. يخرج اقشر ليبحث عن الرجل الذي ينطبق عليه المواصفات، فيتنكر في شكل أخ أبو علاء الدين، ويسأله ويتأكد أن تنطبق عليه المواصفات، فيذهبان في رحلة للبحث عن المصباح عند مغارة، ولكن قبل أن يدخل علاء الدين اعطاه اقشر خاتم سحري يساعد المتحاج، وعندما دخل علاء الدين، أراد اقشر أن يتخلص من علاء الدين، وعندما حصل علاء على المصباح، فأخبره بأن يعطيه المصباح ثم يسحب علاء الدين، ولكن علاء الدين شكك فيه فرفض، فأغلق اقشر عليه الباب، وحك علاء الخاتم دون أن يدري، ويخرج من المغارة، ويستخدم المصباح الذي يحقق الأماني، فيعتمد عليه ليتمكن من زواجه ببدر البدور حتى يتزوجها.

## طاقم المسلسل

### البطولة
- خالد العبيد في دور اقشر
- محمد جابر في دور اقيشر
- أحمد الصالح في دور السلطان
- عواطف محمد في دور بدر البدور
- خليل إسماعيل في دور الوزير
- جاسم النبهان في دور علاء الدين
- عائشة إبراهيم في دور أم علاء الدين
- ماجد سلطان في دور لمح البصر

### التمثيل
- سعاد حسين في دور الجارية
- صالح حمد في دور التاجر صالح
- أمين الحاج في دور ابن الوزير
- سامية محمد